# Vladimír Holan
Vladimir Holan (n. 16 septembrie 1905, Praga, Austro-Ungaria – d. 31 martie 1980, Praga, Cehoslovacia) a fost un poet ceh nominalizat pentru Premiul Nobel în 1960.
A scris o lirică onirică, epică sau dedicată luptătorilor din Primul Război Mondial.

## Opera
- 1926: Evantaiul viselor ("Blouznivý vějíř")
- 1930: Triumful morții ("Triumf smrti")
- 1932: Adiere
- 1934: Arc
- 1939: Vis
- 1940: Primul testament ("První testament")
- 1945: Recviem ("Panychida")
- 1947: Ție ("Tobě")
- 1963: Noapte cu Hamlet ("Noc s Hamletem")
- 1973: Noapte cu Ophelia ("Noc s Ofélií")
- 1963: Toscana ("Toskána").

Holan a realizat și traduceri din lirica universală.